# East Hodge
East Hodge és una població dels Estats Units a l'estat de Louisiana. Segons el cens del 2000 tenia 366 habitants.

## Demografia
Segons el cens del 2000, East Hodge tenia 366 habitants, 135 habitatges, i 100 famílies. La densitat de població era de 588,8 habitants/km².
Dels 135 habitatges en un 39,3% hi vivien nens de menys de 18 anys, en un 29,6% hi vivien parelles casades, en un 43% dones solteres, i en un 25,2% no eren unitats familiars. En el 24,4% dels habitatges hi vivien persones soles l'11,9% de les quals corresponia a persones de 65 anys o més que vivien soles. El nombre mitjà de persones vivint en cada habitatge era de 2,71 i el nombre mitjà de persones que vivien en cada família era de 3,22.
Per edats la població es repartia de la següent manera: un 37,4% tenia menys de 18 anys, un 9,3% entre 18 i 24, un 21,3% entre 25 i 44, un 20,8% de 45 a 60 i un 11,2% 65 anys o més.
L'edat mediana era de 28 anys. Per cada 100 dones de 18 o més anys hi havia 63,6 homes.
La renda mediana per habitatge era d'11.786 $ i la renda mediana per família de 14.432 $. Els homes tenien una renda mediana de 25.250 $ mentre que les dones 12.159 $. La renda per capita de la població era de 7.616 $. Entorn del 46,6% de les famílies i el 51,1% de la població estaven per davall del llindar de pobresa.

## Poblacions més properes
El següent diagrama mostra les poblacions més properes.